# Cystoagaricus
Cystoagaricus  is een geslacht van paddenstoelen in de familie Psathyrellaceae.

## Soorten
Volgens Index Fungorum telt het geslacht in totaal acht soorten (peildatum oktober 2023):
| Soortnaam                      | Auteur(s)                        | Publicatiejaar |
| ------------------------------ | -------------------------------- | -------------- |
| Cystoagaricus hirtosquamulosus | (Peck) Örstadius & E. Larss.     | 2015           |
| Cystoagaricus jujuyensis       | Singer                           | 1973           |
| Cystoagaricus olivaceogriseus  | (A.H. Sm.) Örstadius & E. Larss. | 2015           |
| Cystoagaricus propinquus       | (A.H. Sm.) Voto                  | 2019           |
| Cystoagaricus squarrosiceps    | (Singer) Örstadius & E. Larss.   | 2015           |
| Cystoagaricus strobilomyces    | (Murrill) Singer                 | 1947           |
| Cystoagaricus subamarus        | (A.H. Sm.) Voto                  | 2019           |
| Cystoagaricus sylvestris       | (Gillet) Örstadius & E. Larss.   | 2015           |
| Cystoagaricus weberi           | (Murrill) Voto                   | 2019           |